# 弗拉内·卡塔利尼奇
弗拉内·卡塔利尼奇（1891年10月4日—1976年4月3日），意大利男子赛艇运动员。他曾代表意大利参加1924年夏季奥林匹克运动会赛艇比赛，获得八人单桨有舵手铜牌。